# 두막루 연구
다음은 두막루에 대한 역사학계의 연구논문과 서적 및 언론기사 등의 목록이다.
1. 두막루에 대한 고대 사서
  1. 《위서(魏書)》 두막루조, 서기 554년 - 동북아역사재단 저, 《위서 외국전 역주》, 동북아역사재단, 2010년 3월 23일.
  2. 《위서(魏書)》 물길전, 서기 554년 - 동북아역사재단 저, 《위서 외국전 역주》, 동북아역사재단, 2010년 3월 23일.
  3. 《북사(北史)》 두막루전, 서기 643~659년 - 동북아역사재단 저, 《북사 외국전 역주》, 동북아역사재단, 2010년 3월 30일.
  4. 《책부원귀(冊府元龜)》 외신부 조공조, 서기 1013년.
  5. 《신당서(新唐書)》의 유귀전(流鬼傳), 서기 1044~1060년 - 동북아역사재단 저, 《신당서 외국전 역주(중)》, 동북아역사재단, 2011년 5월 30일.
  6. 《만주원류고(滿洲源流考)》의 권1 부여 편, 서기 1778년 - 아계 외 저, 장진근 역주, 《만주원류고》, 파워북, 2008년 10월 25일, 50~58쪽.
2. 중국 학자들의 연구
  1. 溤家昇, 〈豆莫婁國考〉, 《禹貢》半月刊 7卷 1,2,3 合刊, 1937年.
  2. 張博泉, 《東北歷代疆域史》, 1981年.
  3. 張博泉, 〈魏書豆莫婁傳中的幾個問題〉, 《黑龍江文物叢刊》 第2期, 1982年.
  4. 魏國忠, 〈豆莫婁國考〉, 《學習與探索》 3期, 1982年, 137쪽.
  5. 傳朗云, 楊楊, 《東北民族史略》, 吉林人民出版社, 1983年.
  6. 干志耿, 〈古代槀離硏究〉, 《民族硏究》 第2期, 1984年.
  7. 孫正甲, 〈夫餘源流辨析〉, 《學習與探索》, 1984年, 第6期, 139~143쪽.
  8. 李健才, 《東北史地考略》, 吉林文史出版社, 1986年, 38쪽.
  9. 董萬侖, 《東北史綱要》, 黑龍江人民出版社, 1987年, 108쪽.
  10. 손진기(孫進己) 저, 임동석 역, 《동북민족원류》, 동문선, 1992년 7월 1일.
3. 대한민국 역사학계의 논문
  1. 노태돈, 〈부여국의 강역과 그 변천〉, 《국사관논총》 4, 국사편찬위원회, 1989년, 33~52쪽.
  2. 김정배, 〈두막루국 연구: 부여사의 연결과 관련하여〉, 《국사관논총》 제29집, 1991년 12월, 71~80쪽.
  3. 박경철, 〈부여사 전개에 관한 재인식 시론〉, 《백산학보》 제40호, 백산학회, 1992년, 23~73쪽.
  4. 유태용, 〈논형(論衡) 길험편에 보이는 고리국의 연구〉, 《백산학보》 제57호, 2000년.
  5. 유태용, 〈두막루국 흥망사 연구 시론〉, 《백산학보》 제70호, 2004년 12월, 141~159쪽.
  6. 박경철, 〈새로운 부여사상(扶餘史像) 정립을 위한 몇 가지 과제〉, 《선사(先史)와 고대(古代)》 통권 제23호, 한국고대학회, 2005년 12월, 173~190쪽.
  7. 김영관, 〈발해인 낙사계(諾思計) 묘지명에 대한 고찰〉, 《목간과문자》 제7호, 2011년 6월, 149~167쪽.
4. 조선민주주의인민공화국 역사학계의 논문
  1. 권승안, 〈두막루국에 대하여〉, 《력사과학》 2004년 1호 (루계 188호), 과학백과사전출판사, 2004년 1월 11일, 41~43쪽.
5. 역사 단행본 서적
  1. 김정배 저, 〈두막루국 연구: 부여사의 연결과 관련하여〉, 《한국고대사와 고고학》, 신서원, 2000년 8월 29일, 397~412쪽.
  2. 송호정, 〈부여의 성장과 대외관계〉, 《한국사》 4권, 국사편찬위원회, 2003년, 201쪽.
  3. 조법종 저, 《이야기 한국고대사》, 청아출판사, 2007년 1월 25일, 85~86쪽.
  4. 동북아역사재단 저, 《고조선 단군 부여》, 동북아역사재단, 2007년 11월 30일.
  5. 김기섭 저, 〈부여족의 분산과 이동〉, 《부여사와 그 주변》, 동북아역사재단, 2008년 4월 4일.
  6. 한국문화역사지리학회 저, 《지명의 지리학》, 푸른길, 2008년 5월 28일, 41쪽.
  7. 최진열 저, 《대륙에 서다》, 미지북스, 2010년 3월 5일, 12쪽.
  8. 정진만 저<21세기에 새로 조명하는 고대사 1권>수서원,2017. 8. 20  110-111페이지
6. 언론보도
  1. 정인보, 〈고조선의 대간(7)〉, 《동아일보》, 1935년 2월 5일.
  2. 정인보, 〈제7정신의 정적인 부여 천자(4)〉, 《동아일보》, 1935년 4월 3일.
  3. 김차수, 〈부여 계승 두막루국 있었다〉, 《동아일보》, 1991년 12월 25일.
  4. 이용인 기자, 〈우리말글의 잘못된 족보〉, 《한겨레21》, 1998년 5월 7일.
  5. 김태식 기자, 〈당에 투항한 발해 장군 묘지명 공개〉, 《연합뉴스》, 2011년 1월 5일.
  6. 최영창 기자, 〈“‘ 낙사계’는 발해사람이 맞다”: 묘지명 판독… 唐·백제·발해인 논란 종결〉, 《문화일보》, 2011년 1월 6일.
7. 인터넷 사이트
  1. 국사편찬위원회에서 운영하는 한국사 데이터베이스 사이트(http://db.history.go.kr) 중 "두막루" 부분

## 같이 보기
- 두막루